# Плахтинський потік
Плахтинський потік (словац. Plachtinský potok) — річка в Словаччині, права притока Кртишу, протікає в округах Крупіна й Вельки Кртіш.
Довжина — 35.5 км.
Бере початок в масиві Крупінська полонина на висоті 695 метрів.
Впадає в Кртиш при селі Склабіна на висоті 158 метрів.